# Бекулешти (Олт)
Бекулешти (рум. Beculești) насеље је у Румунији у округу Олт у општини Карлогани. Oпштина се налази на надморској висини од 162 m.

## Становништво
Према подацима из 2002. године у насељу је живело 144 становника, од којих су сви румунске националности.